# Paul Dickov
Paul Dickov (* 1. November 1972 in Livingston) ist ein ehemaliger schottischer Fußballspieler und -trainer.

## Karriere
Dickov begann seine Karriere bei der Jugendmannschaft des FC Arsenal, wo er 1992 in die erste Mannschaft geholt wurde. Aufgrund der großen Konkurrenz kam der junge Stürmer kaum zu Einsätzen und wurde im Dezember 1993 an Luton Town verliehen. Nach 15 Spielen für Luton ging der Offensiv-Allrounder für 8 Spiele leihweise zu Brighton & Hove Albion. Danach wurde er wieder zu Arsenal zurückgeholt, aber auch in den folgenden Jahren nur selten eingesetzt.
1996 wurde er für eine Ablösesumme von 1,5 Mio. € von Manchester City gekauft. Bei den Citizens wurde er zum Stammspieler und das erste Mal ins schottische Nationalteam einberufen. Er spielte insgesamt 6 Jahre für City und war eine wichtige Stütze des Vereins in einer schwierigen Zeit. Dickov war bei den City-Fans besonders beliebt; sein Ausgleichstreffer gegen seinen ehemaligen Arsenal-Teamkollegen und Trauzeugen Vince Bartram beim dramatischen Aufstiegs-Play-Off 1999 gegen den FC Gillingham ist unter den Fans legendär. Das Tor brachte die Wende im Spiel und Manchester City erreichte mit dem Sieg den Wiederaufstieg in die zweite Liga, nachdem der Verein 1998 erstmals in die dritte Liga hatte absteigen müssen. Als Kevin Keegan der neue Trainer bei City wurde, verlor Dickov jedoch seinen Stammplatz beim Klub und wechselte 2002 zu Leicester City. Von 2004 bis 2006 spielte der Schotte bei den Blackburn Rovers. Anschließend wechselte er (nicht zum letzten Mal) zu einem seiner ehemaligen Clubs zurück. 2006 ging es zurück zu Manchester City, wo er allerdings nur selten zum Einsatz kam und infolgedessen 2007 an Crystal Palace sowie 2008 an den FC Blackpool ausgeliehen wurde. Seit Beginn der Saison 2008/2009 spielt der kleine, aber quirlige Stürmer wieder für einen anderen Ex-Verein, Leicester City.
Während dieser Zeit bei Leicester City wurde er 2009 an Derby County ausgeliehen. Am 3. März 2010 wechselte er zu Leeds United, da er Anfang Februar von Leicester City entlassen wurde.
Seit dem 9. Juni ist Dickov Spielertrainer bei Oldham Athletic.
Dickov spielte zehn Mal im schottischen Fußballnationalteam und konnte sich einmal als Torschütze feiern lassen.

## Erfolge
- 1 Mal englischer League-Cup-Sieger 1993 mit dem FC Arsenal
- 1 Mal englischer Pokalsieger 1993 mit dem FC Arsenal